# Collegiata di Santa Maria Maggiore (Spello)

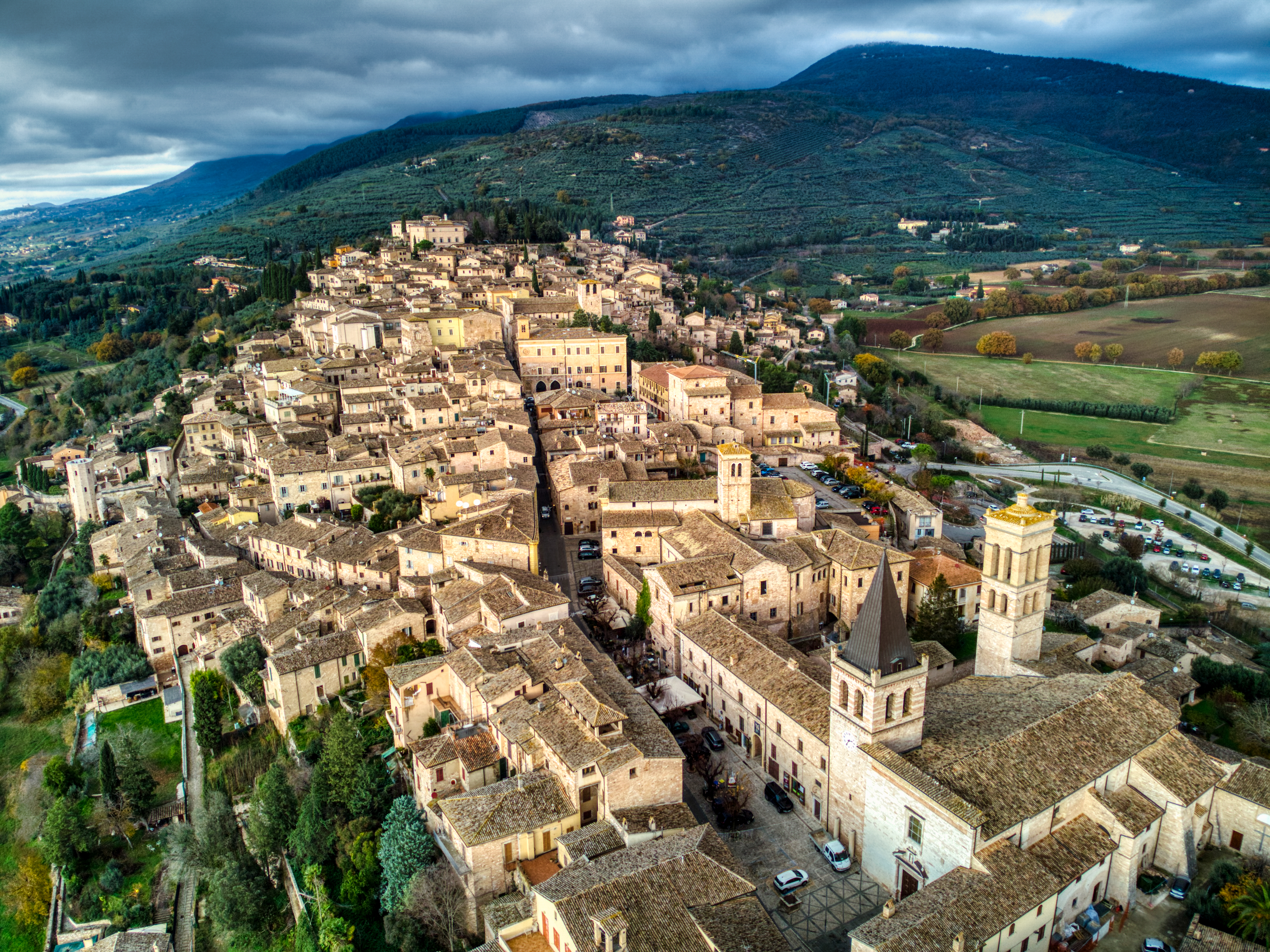
Chiesa di Santa Maria Maggiore a Spello

La collegiata di Santa Maria Maggiore è la chiesa principale di Spello, in provincia di Perugia e diocesi di Foligno.

## Storia
La chiesa ebbe origine sui resti di un precedente tempio pagano dedicato a Giunone e Vesta. In seguito venne dedicata alla Natività e poi alla Madonna ed era sottomessa alla Abbazia di San Silvestro di Collepino, retta da una congregazione Camaldolese. Nel 1159 passa alla gestione del clero diocesano e si trova a possedere un patrimonio immobiliare di una certa rilevanza. Verso la seconda metà del XIII secolo venne terminata la sua costruzione.
Nel XV secolo la chiesa attraversò un periodo di grande autonomia e prosperità, in cui venne anche consacrato l'altare maggiore (1513), ricostituita la mensa e completata la ristrutturazione.

## Architettura
La chiesa faceva parte di un ampio complesso che comprendeva a destra il palazzo priorale che oggi è abitato dal parroco ed a sinistra il Palazzo dei Canonici (del 1522), oggi sede della Pinacoteca Civica di Spello. La chiesa vera e propria presenta all'esterno una facciata con un bel paramento lapideo interrotto dal portale: la facciata originaria, del XIII secolo, fu rifatta ed avanzata rispetto alla precedente attorno alla metà del '600. Fu così eliminato il portico che correva sul fronte della chiesa (e dell'adiacente Palazzo dei Canonici), realizzato il finestrone rettangolare ed il portale centrale che conserva però elementi del precedente romanico. A fianco di essa si vede il primo campanile medievale.

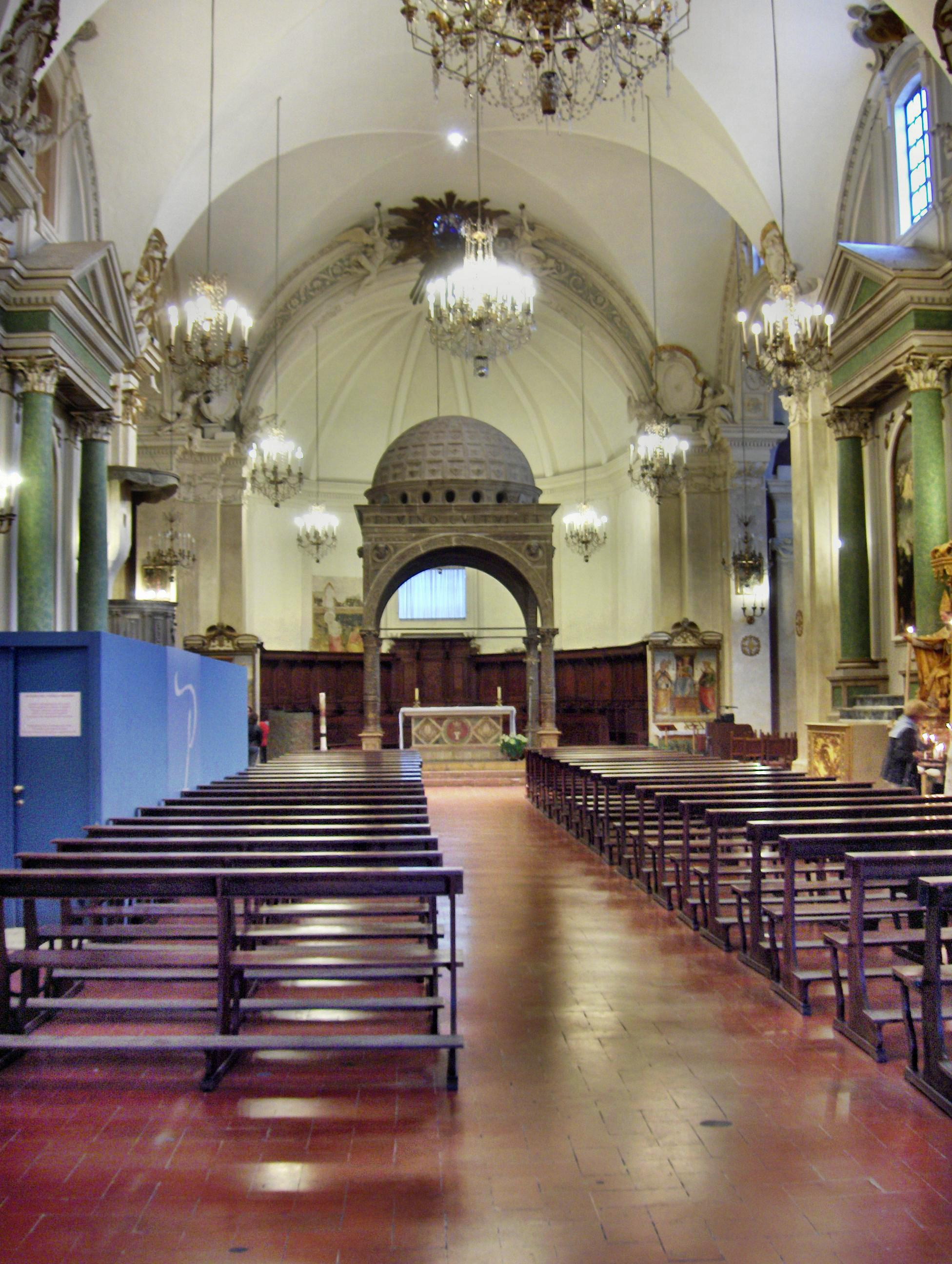
Interno

### Interno

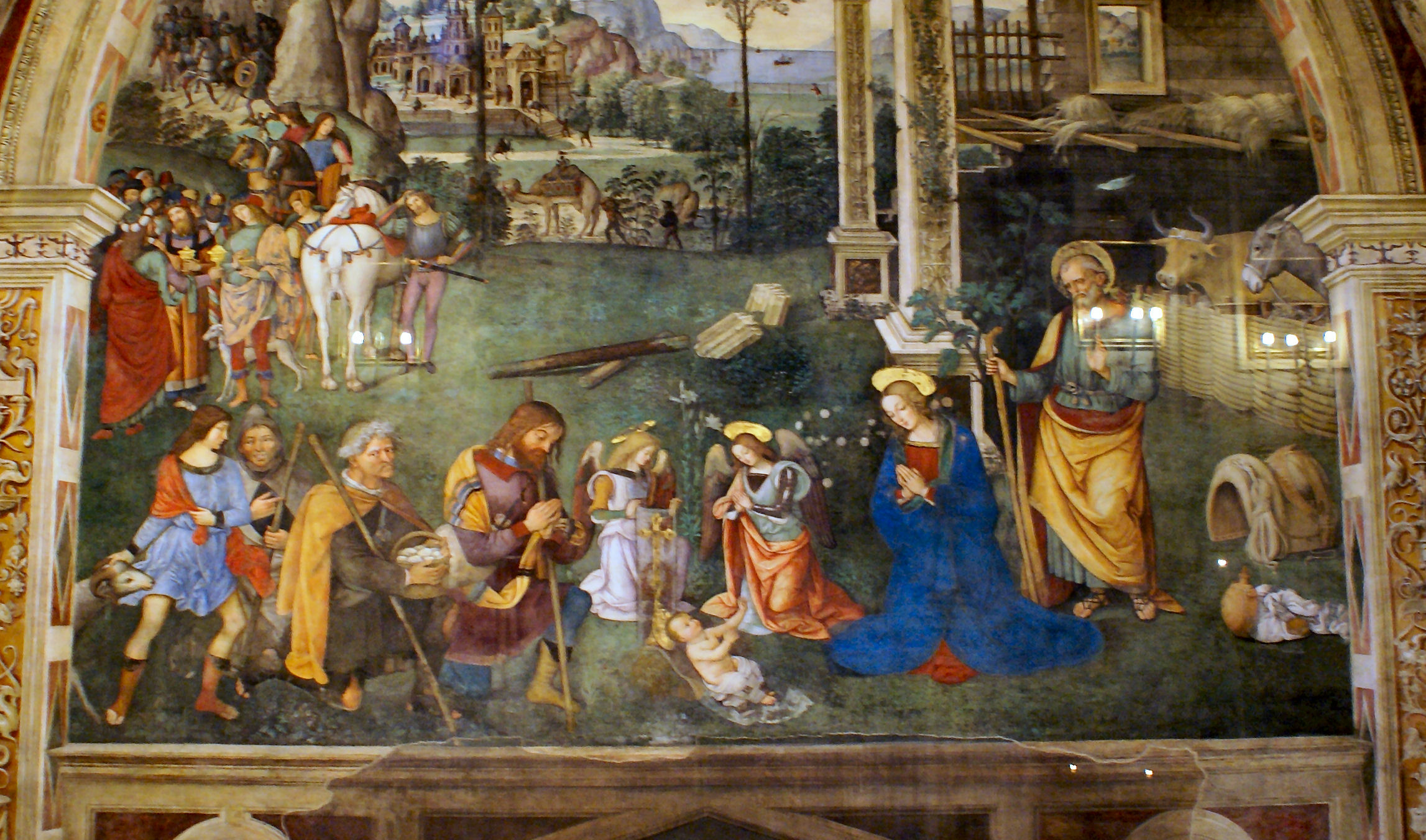
Natività di Pinturicchio, conservata nella chiesa.

L'interno, di aspetto barocco, si presenta ampio, a croce latina, con navata unica che termina con un'abside poligonale. La copertura è costituita da una volta a crociera. Le pareti laterali della navata sono ritmate dalla presenza di altari con tele e sono vivacizzate dai bellissimi stucchi di Agostino Silva. Tra le tele secentesche si segnala il bel dipinto con le Stimmate di San Francesco di Giacomo Giorgetti. All'ingresso della chiesa è un altare marmoreo romano (I sec. A.C.) riutilizzato come acquasantiera. La chiesa possiede, inoltre, un pregevole pavimento di maioliche di Deruta (seconda metà del XVI secolo).
Anticamente, la chiesa, era dotata di numerose cappelle, oggigiorno in gran parte chiuse e murate; ne rimangono visibili: la Cappella Baglioni, affrescata dal Pinturicchio, la Cappella del Sacramento (che ospita un dipinto del Pinturicchio) e altre due poste agli estremi del transetto. All'ultimo altare a sinistra è una tela di Riccardo Ripanelli con il Martirio di Sant'Apollonia, del 1595.